# Billal Bennama
Billal Bennama (en arabe : بلال بن نعمة) est un boxeur franco-algérien né le 14 juin 1998 à Albi.

## Biographie
Billal Bennama, né de parents algériens, dont le père Mohamed Bennama, est entraîneur de boxe. Son frère Habib Bennama ainsi que sa sœur Rym Bennama ont, eux aussi, embrassé une carrière de boxeur. 
La carrière de Billal est lancée à la suite de l'obtention de deux titres de champion de France de boxe amateur obtenus en 2017, alors qu'il n'avait que 19 ans, et 2018 dans la catégorie des poids mi-mouches. Il est également médaillé de bronze dans la catégorie des moins de 52 kg (poids mouches) aux championnats du monde de boxe amateur 2019 à Iekaterinbourg. En mars 2020, à Londres, il a obtenu sa qualification pour les jeux olympiques de Tokyo il est le premier français qualifié et espoir de médaille pour le pays . Mais il se fait éliminer en 8e de finale par Saken Bibossinov. 
Il est sacré champion d'Europe 2022 dans la catégorie des poids coqs (-54 kg) à Erevan. Il remporte ensuite la médaille d'argent des championnats du monde de boxe amateur 2023 dans la catégorie des poids mouches à Tachkent.
Il est médaillé d'or dans la catégorie des poids mouches aux Jeux européens de 2023 à Nowy Targ. Aux championnats d'Europe de boxe amateur 2024 à Belgrade, il est médaillé d'argent dans la catégorie des poids coqs.
En 2024, Billal Bennama participe aux Jeux olympiques d'été de 2024 à Paris. Il gagne ses combats et atteint la finale, lors de laquelle il cherche à remporter la médaille d'or. Lors de son match pour la médaille d’or, il s’incline devant l’Ouzbek Hasanboy Dusmatov et gagne donc la médaille d’argent dans sa catégorie.

## Décorations
- Chevalier de l'ordre national du Mérite (2024)[9]